# Necydalis cavipennis
Necydalis cavipennis es una especie de escarabajo longicornio del género Necydalis, tribu Necydalini, subfamilia Necydalinae. Fue descrita científicamente por LeConte en 1873.

## Descripción
Mide 13-24 milímetros de longitud.

## Distribución
Se distribuye por Canadá, Estados Unidos y México.